# Dicranota (Rhaphidolabis) nooksackensis
Dicranota (Rhaphidolabis) nooksackensis is een tweevleugelige uit de familie Pediciidae. De soort komt voor in het Nearctisch gebied.